# Edward Kennedy
Edward Moore «Ted» Kennedy (Boston, Massachusetts 22 de febrer de 1932 - Hyannis Port, Massachusetts 25 d'agost de 2009) fou un polític dels Estats Units membre del Partit Demòcrata. Va ser senador de l'estat de Massachusetts entre 1962 i 2009. Fou també, un dels membres més prominents de la família Kennedy. Era el germà del President dels Estats Units, John F. Kennedy, i del Senador de Nova York Robert Kennedy, que van ser assassinats a la dècada dels anys seixanta.

## Família i joventut

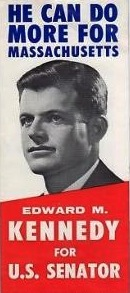
Un fulletó per a la campanya de Kennedy de 1962

Kennedy era el més jove dels nou fills de Joseph Kennedy i Rose Fitzgerald Kennedy. Va entrar en la Universitat Harvard el 1950. Va ser forçat a retirar-se durant dos anys de Harvard el maig del 1951 quan el van trobar copiant en un examen final d'una classe d'espanyol. Kennedy després va ingressar en l'exèrcit dels Estats Units, on va estar dos anys i va ser assignat a París. Va tornar a entrar a Harvard posteriorment, graduant-se el juny de 1956. Mentre estava a l'escola de Dret, va dirigir la campanya de reelecció com a senador del seu germà John F. el 1958.

## Carrera política

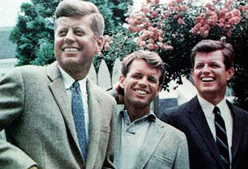
Els germans John, Robert i Edward

Kennedy va començar la seva carrera política el 1962 quan va disputar un escó en el Senat per l'estat de Massachusetts i va obtenir el seu primer càrrec polític. Al cap de poc de prendre el seu seient, el 1963, el seu germà president John Kennedy va ser assassinat a Dallas, Texas. El 1968 el seu altre germà Robert Kennedy, el senador de Nova York que feia campanya per a la presidència dels Estats Units, va ser assassinat a Los Angeles, Califòrnia. Ted Kennedy, al capdavant de la família Kennedy, va presidir els funerals de Bobby Kennedy a la Catedral de San Patrici, a Nova York el juny del 1968. El 1969 va patir un accident de trànsit a Chappaquiddick (Massachusetts), en sortir d'un pont pel que transitava. La seva acompanyant, la col·laboradora electoral del seu germà Robert Mary Jo Kopechne, va morir en l'accident. Kennedy, conductor del vehicle, va ser declarat culpable d'abandonar el lloc del sinistre i va ser condemnat a dos mesos de presó que no va arribar a complir per la seva condició. A pesar d'aquest fet, la seva imatge va quedar seriosament danyada, truncant les seves possibilitats d'arribar a ser president dels Estats Units.

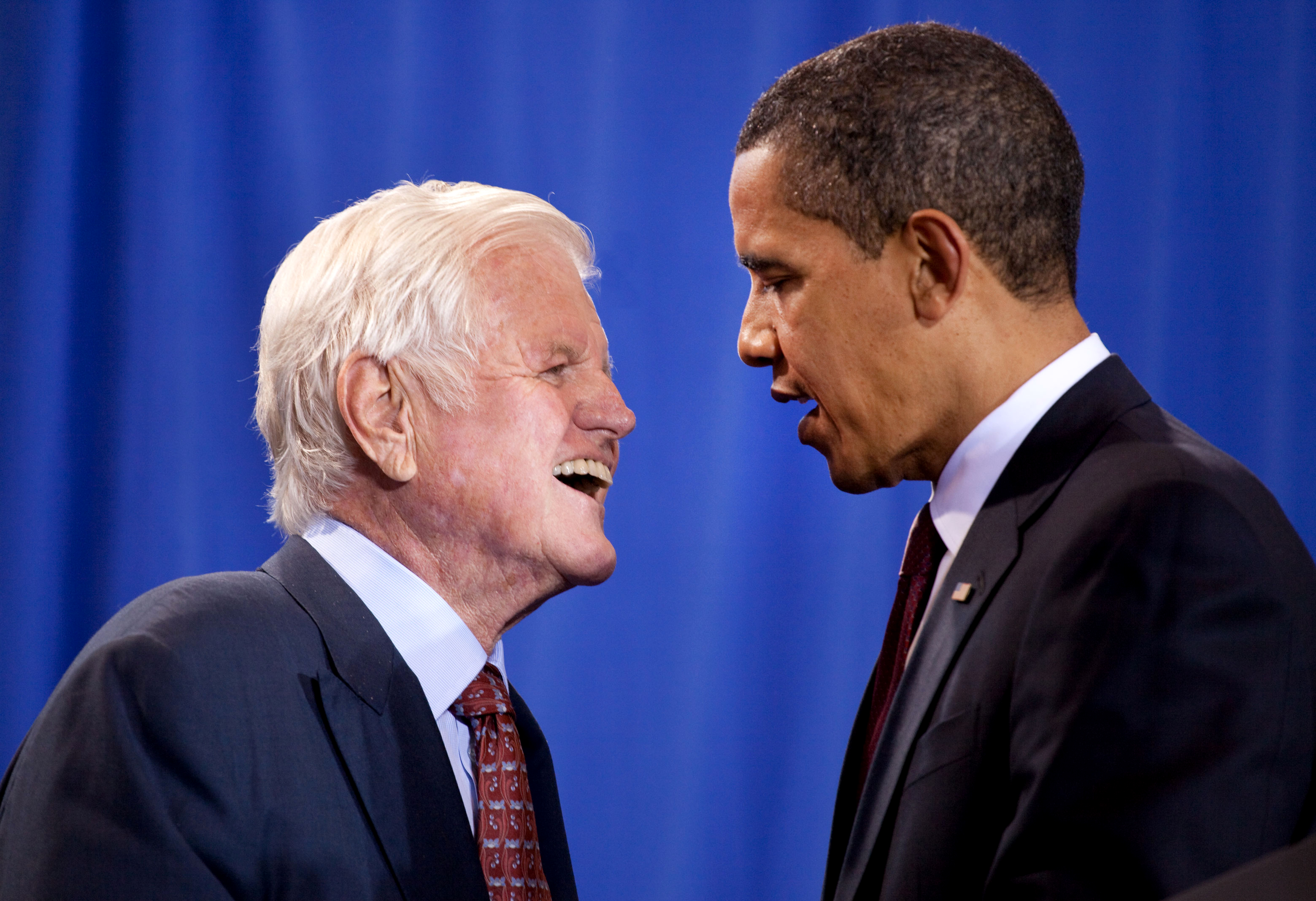
Kennedy amb el president Obama l'abril del 2009 a la Casa Blanca, el dia que signà la "Edward M. Kennedy Serve America Act".

El 1980 va concórrer a la nominació com a candidat a la presidència pel Partit Demòcrata i va ser derrotat per l'aleshores president Jimmy Carter, que intentava la seva reelecció. Des de llavors va seguir treballant com a Senador per Massachusetts i va tenir un destacat paper en el Congrés. Segons declaracions del mateix President Barack Obama va ser un dels millors legisladors de la història del Senat dels Estats Units, iniciant centenars d'iniciatives legislatives per millorar els drets de les persones, les condicions dels immigrants i especialment, lluitant per aconseguir un sistema de salut pública per a tots els ciutadans estatunidencs. A la mort de la seva centenària mare Rose que va ser el 1995, va passar a ser el patriarca de la família estatunidenca d'origen catòlic-irlandès.

## Malaltia i mort
El 17 de maig de 2008 va ingressar a l'hospital de Cape Cod (Massachusetts) amb símptomes d'haver patit un accident vascular cerebral. Dos dies després es va informar que Ted Kennedy tenia un tumor cerebral maligne.

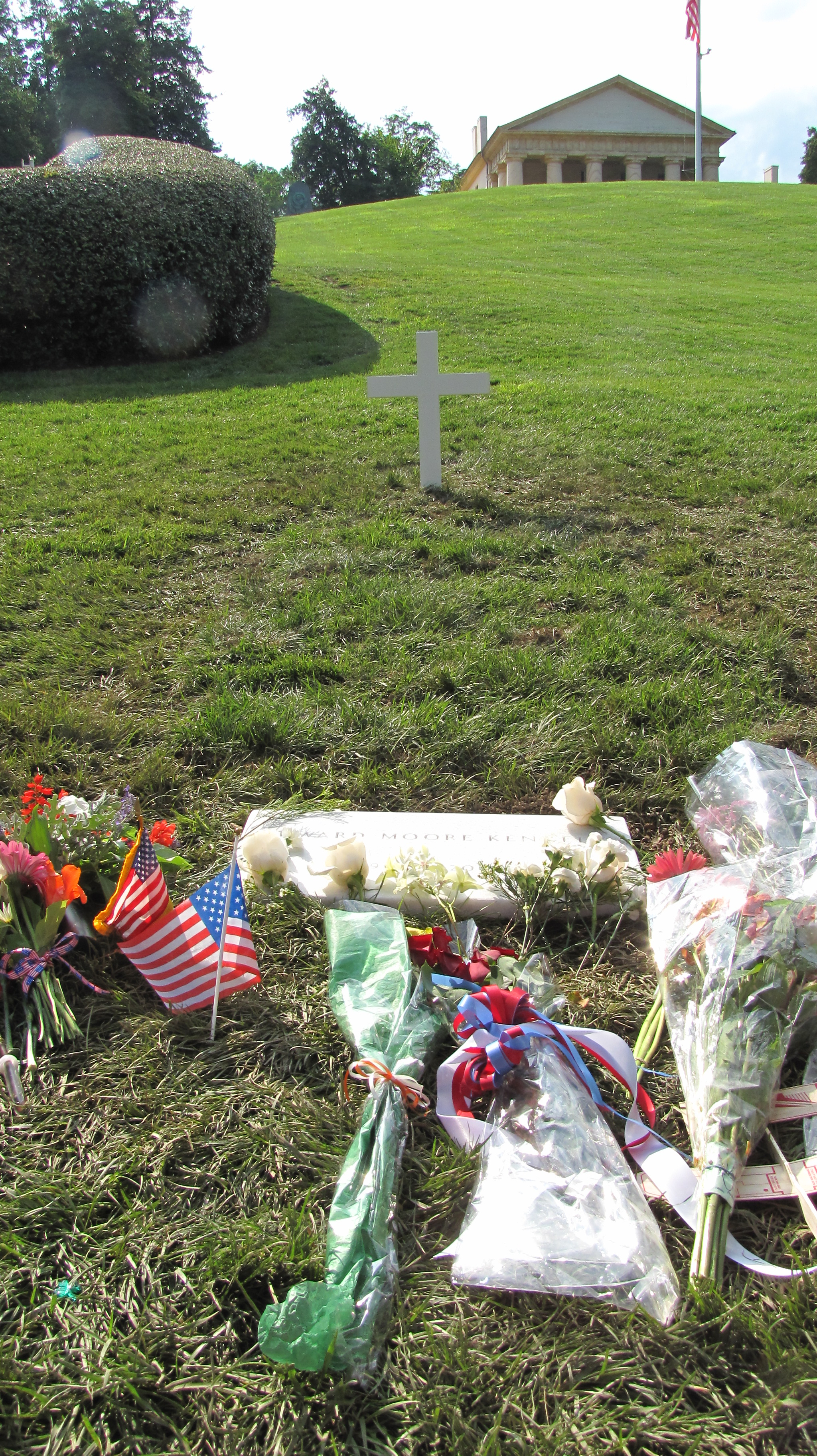
Tomba d'Edward Kennedy al cementiri nacional d'Arlington.

L'1 de juny de 2008 fou operat al Centre Mèdic de la Universitat Duke (Carolina del Nord) i després de passar una setmana en aquesta instal·lació, va anar a l'Hospital General de Massachusetts a rebre tractament i quimioteràpia.
Finalment i després d'una mica més d'un any, Ted Kennedy va morir el 25 d'agost de 2009 a la seva casa de Hyannis Port (Massachusetts), a conseqüència del tumor cerebral que patia.
El seu funeral es va celebrar el dia 29 a la Basílica de Nostra Senyora del Perpetu Socors de Bòston i fou presidit per l'arquebisbe de Bòston, el Cardenal Seán Patrick O'Malley. Hi van assistir el President Barack H. Obama i la seva esposa Michelle, el vicepresident Joseph Biden i la seva esposa, la Secretaria d'Estat Hillary Clinton i el seu espòs, l'expresident Bill Clinton i els expresidents Jimmy Carter i George W. Bush amb les seves respectives esposes. El fèretre de Kennedy va arribar a la basílica portat per membres de diferents cossos de l'exèrcit dels Estats Units i cobert per la bandera estatunidenca. Els elogis fúnebres van anar a càrrec dels dos fills barons del senador i del president Obama.
Després del funeral, les restes de Kennedy van ser traslladades a Washington, al Cementiri Nacional d'Arlington, després d'un recorregut per la capital -especialment per davant del Capitoli- enfront d'una gran multitud de ciutadans. Finalment fou enterrat a Arlington, a una tomba propera a la dels seus germans John F. i Robert.